# Platychirus glupovi
Platychirus glupovi är en tvåvingeart som först beskrevs av Barkalov 2007.  Platychirus glupovi ingår i släktet Platychirus och familjen blomflugor. Inga underarter finns listade i Catalogue of Life.